# Inferno (Cinecittà World)
Pour les articles homonymes, voir Inferno.
Inferno sont des montagnes russes enfermées du constructeur Intamin se trouvant au parc Cinecittà World, situé à Castel Romano, dans la Municipio IX de Rome en Italie.

## Description
De 2014 à 2016, les affiches commerciales accolent au nom Darkmare le sous-titre Till the last circle.

## Éléments
Éléments : Chute libre

## Trains et sécurité
Les embarcations utilisent un système de barres de sécurité individuelles (protection au niveau du bas-ventre). 

## Restrictions
Les usagers de l'attraction doivent être âgés de 10 ans au minimum et mesurer entre 1,20 mètre et 1,95 mètre maximum.